# Viervlekmier
De viervlekmier (Dolichoderus quadripunctatus) is een mierensoort uit de onderfamilie Dolichoderinae. De wetenschappelijke naam van de soort is voor het eerst geldig gepubliceerd in 1771 door Linnaeus.
De viervlekmier is in Nederland voor het eerst ontdekt op 13 september 2020 in de provincie Brabant in een boom bij rivier de Dommel.